# Касумов, Вели Айдынович
Вели Айдынович Касумов (азерб. Vəli Aydın oğlu Qasımov; род. 4 октября 1968, Кировабад) — советский и азербайджанский футболист, нападающий, игрок сборной Азербайджана; тренер.

## Карьера

### Клубная
Начал играть в футбол в юношеской команде «Пищевик» своего родного города Кировабад (ныне Гянджа). По окончании 8 классов был отправлен учиться в Харьков, в электромонтажное училище. Одновременно с этим в 1983—1986 годах играл в харьковских командах «Трудовые Резервы», «Маяк» и «Металлист».
В 1987 году его уговорили вернуться домой. Несколько лет выступал за «Нефтчи» (Баку) в высшей и первой лиге чемпионата СССР.
В 1992 году начинал тренироваться в Ташкенте у Александра Тарханова. Однако, когда выяснилось, что союзного чемпионата не будет, принял решение ехать вместе с Тархановым в московский «Спартак».
В «Спартаке» из-за переизбытка классных нападающих заиграть не удалось и в середине 1992 перешёл в «Динамо», где стал лучшим бомбардиром чемпионата России 1992 года. № 1 в списке 33-х лучших (1992). 12 июля 1992 года стал первым зарубежным футболистом, сделавшим хет-трик в чемпионате России, забив три мяча в ворота «Уралмаша» (6:2). 11 сентября 1992 года в игре против «Асмарала» (6:1) стал первым в истории футболистом, забившим 4 мяча в одном матче чемпионата России.
В конце 1992 года подписал контракт до конца сезона 1992/93 с клубом Сегунды «Реал Бетис». Партнёром в новой команде стал Андрей Кобелев. Позже играл за клуб «Альбасете».
Успешная карьера в Испании прервалась из-за травмы, которую нанёс Касумову игрок «Тенерифе» Йоканович (сломал 2 пальца на ноге). Касумов пропустил 5 месяцев, а «Альбасете» вылетел в Сегунду. Поначалу Касумов отказывался играть во 2-м дивизионе, но просидев без игры ещё полгода, согласился на вариант с клубом Сегунды «Эсиха».
С 1997 играл за португальские клубы «Витория» и «Имортал». Завершил карьеру в 2001 году.

### В сборной
В составе сборной СССР до 16 лет стал победителем юношеского чемпионата Европы 1985 года.
В составе сборной Азербайджана дебютировал 19 апреля 1994 года в товарищеском матче со сборной Мальтой, а последний раз вышел на поле в составе сборной 10 октября 1998 года в отборочном матче чемпионата Европы против сборной Венгрии. Всего за сборную сыграл 14 матчей.

## Достижения

### Командные
- Чемпион Европы среди юношеских команд: 1985 (в составе «сборной СССР до 16 лет»)
- Финалист Кубка Федерации футбола СССР: 1988 (в составе «Нефтчи» Баку)
- Обладатель Кубка СССР: 1991/1992 (в составе «Спартак» Москва)
- Бронзовый призёр чемпионата России: 1992 (в составе «Динамо» Москва)
- Бронзовый призёр чемпионата Испании: 1994/1995 (в составе «Реал Бетис»)

### Личные
- Лучший бомбардир чемпионата России (1992 год) — 16 голов в 23 матчах ( ФК «Спартак» Москва / ФК «Динамо» Москва)
- В списках 33-х лучших футболистов чемпионата России (1): № 1 — 1992 (ФК «Динамо» Москва)

## Результат по сезонам
| Сезон     | Команда             | Кол-во игр | Кол-во голов |
| --------- | ------------------- | ---------- | ------------ |
| 1985      | Маяк (Харьков)      | 3          | 2            |
| 1985      | Металлист (Харьков) | 8          | 1            |
| 1986      | Металлист (Харьков) | 15         | 1            |
| 1987      | Нефтчи (Баку)       | 23         | 0            |
| 1988      | Нефтчи (Баку)       | 25         | 2            |
| 1989      | Нефтчи (Баку)       | 41         | 16           |
| 1990      | Нефтчи (Баку)       | 28         | 22           |
| 1991      | Нефтчи (Баку)       | 38         | 16           |
| 1992      | Спартак (Москва)    | 6          | 0            |
| 1992      | Динамо (Москва)     | 17         | 16           |
| 1992/1993 | Бетис               | 14         | 6            |
| 1993/1994 | Бетис               | 25         | 3            |
| 1994/1995 | Бетис               | 3          | 0            |
| 1995/1996 | Альбасете           | 22         | 4            |
| 1996/1997 | Эсиха               | 14         | 0            |
| 1997/1998 | Витория (Сетубал)   | 24         | 11           |
| 1998/1999 | Витория (Сетубал)   | 17         | 4            |
| 1999/2000 | Имортал             | 15         | 9            |
| 2000/2001 | Имортал             | 31         | 7            |